# Federica Mogherini
Federica Mogherini, född 16 juni 1973 i Rom, är en italiensk politiker. Hon var Italiens utrikesminister från 22 februari 2014 till 31 oktober 2014 samt vice ordförande i Europeiska kommissionen (kommissionen Juncker) och EU:s höga representant för utrikes frågor och säkerhetspolitik 2014–2019. Hon är sedan 2020 rektor på College of Europe i Brügge.
Mogherini är statsvetare från La Sapienza i Rom. Hon anslöt sig 1996 till vänsterdemokraterna (DS) som 2007 uppgick i demokratiska partiet (PD). Hon är ledamot av deputeradekammaren sedan 2008. 

## EU:s höga representant för utrikes frågor och säkerhetspolitik, 2014–2019

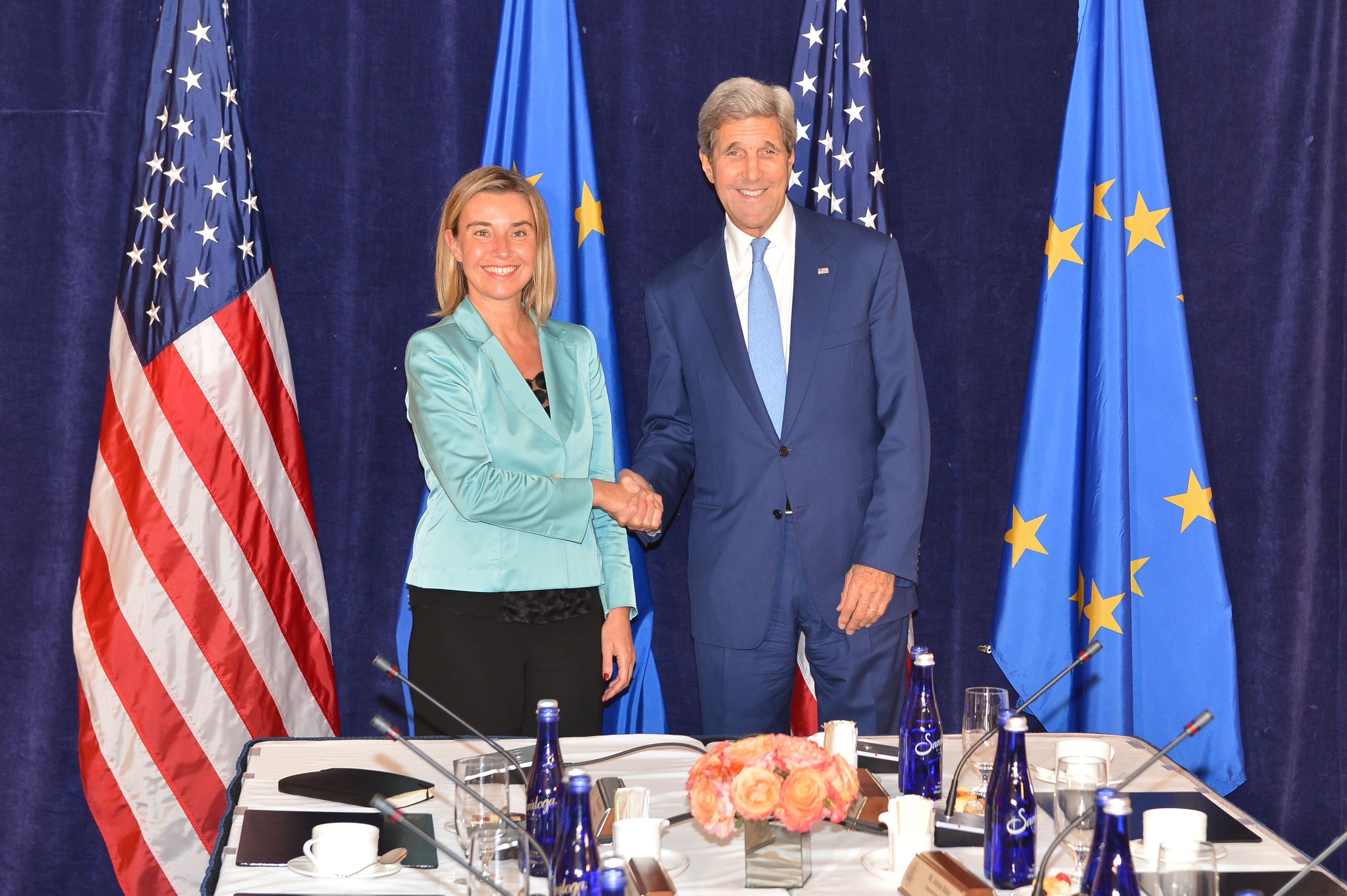
Mogherini och John Kerry, 2015.

### Besöket i Indien 2017
I april 2017 besökte Mogherini Indien för första gången som EU-representant. Frågor som togs upp under besöket var bland annat klimatförändringar och anti-terrorism.